# Stefan Kläsener
Stefan Hans Kläsener (* 15. Oktober 1964 in Dortmund; † 13. Oktober 2024 in Flensburg) war ein deutscher Journalist und Theologe. Ab dem 15. Dezember 2014 leitete er bis Sommer 2024 die Redaktion des Schleswig-Holsteinischen Zeitungsverlags in Flensburg (SH:Z).

## Leben
Nach seinem Abitur 1984 am Burggymnasium Essen studierte Kläsener in Bonn, Jerusalem und München die Fächer Theologie, Philosophie und Germanistik. Zum Abschluss seines universitären Studiums diplomierte er als Theologe. Seine Ausbildung als Journalist absolvierte er an der Journalistenschule der katholischen Kirche, dem Institut zur Förderung publizistischen Nachwuchses (ifp) in München. Während seiner journalistischen Ausbildung hospitierte er bei der Neuen Ruhr Zeitung/Neuen Rhein Zeitung (NRZ), bei der Deutschen Presse-Agentur (dpa), beim Saarländischen Rundfunk (SR) und bei Sonntag aktuell. Er volontierte bei den Lübecker Nachrichten.
Nachdem Kläsener eine Zeit lang als freier Journalist tätig gewesen war, arbeitete er bei der Fuldaer Zeitung (FZ), zunächst als Redakteur, dann von 1996 bis 2006 als Redaktionsleiter des Schlüchterner FZ-Kopfblattes Kinzigtal-Nachrichten.
Ab Januar 2006 war Kläsener Stellvertretender Chefredakteur der Braunschweiger Zeitung (BZ). Am 26. November 2009 gab die WAZ-Mediengruppe bekannt, dass Kläsener kommissarisch die Nachfolge des zum Jahreswechsel zur Thüringer Allgemeinen wechselnden BZ-Chefredakteurs Paul-Josef Raue, mit dem er die BZ seit 2006 gemeinsam leitete, übernehmen werde. Seit Beginn des Jahres 2010 war Kläsener als amtierender BZ-Chefredakteur mit der Wahrnehmung der Geschäfte betraut.
Als Kläsener am 1. Juli 2010 als Stellvertretender Chefredakteur zur Westfalenpost wechselte, wurde sein Nachfolger bei der BZ Armin Maus. Im Februar 2011 wurde er als Nachfolger von Bodo Zapp Chefredakteur der Zeitung. In Nachfolge von Helge Matthiesen übernahm Kläsener im Dezember 2014 die Redaktionsleitung beim Schleswig-Holsteinischen Zeitungsverlag in Flensburg. Zu dieser Zeitungsgruppe gehören insgesamt 15 Titel, so auch das Flensburger Tageblatt.
Er engagierte sich ehrenamtlich bei der Gesellschaft Katholischer Publizistinnen und Publizisten Deutschlands (GKP), wo er von 2003 bis 2006 dem Vorstand angehörte, bei der Konrad-Adenauer-Stiftung und in der Hospizbewegung, etwa für das Katharinen-Hospiz am Park in Flensburg.
Kläsener starb am 13. Oktober 2024 nach schwerer Krankheit im Alter von 59 Jahren in Flensburg.